# Эдлунд, Юхан
Юхан Эдлунд (швед. Johan Edlund, полное имя — Ларс Юхан Эдлунд Андерссон (швед. Lars Johan Edlund Andersson); род. 9 марта 1971, коммуна Сёдертелье, лен Стокгольм) — шведский певец, гитарист и клавишник, лидер группы Tiamat. В конце 2000-х гг. жил в Салониках (Греция), на 2021 г. живёт в Труро (Канада).

## В Tiamat
В середине 1980-х годов юный Юхан Эдлунд вместе с Никласом Эстландом создали группу Treblinka. Этим названием молодые музыканты выражали протест не только фашистским идеологиям, но и христианству. Позднее, в 2008 году, он охарактеризовал такой выбор названия как «крайне плохой», но в целом вспоминал ранний период творчества как «хорошие времена, когда мы были наивны, но в то же время молоды, и нам было позволительно быть наивными». Уже в 13 лет Эдлунд носил перевёрнутый крест, чем вызывал многочисленные нападки окружающих. Именно отсюда берёт свои истоки композиция Scapegoat («Козёл отпущения» (англ.)) с альбома Clouds. На момент выхода дебютного альбома, Sumerian Cry, Юхан был известен под псевдонимом Hellslaughter (Адская резня (англ.)). Вскоре название решили сменить на Tiamat. Юхан Эдлунд был автором всех песен группы, а также большей части музыки. Хотя Sumerian Cry не был замечен в музыкальном мире, созданный в 1992 году альбом Clouds принёс Tiamat всемирную известность. В песнях, написанных Эдлундом, звучали темы таинственных, тёмных снов; образов того, что может ждать человека после смерти, а также неразделённой трагичной любви. Его клавишные, которым было уделено много внимания в альбоме, подчёркивали тяжесть гитарных партий и создавали атмосферу тёмных, загадочных видений.
В ранних альбомах Эдлунд использовал типичный для дэт-метала гроулинг, однако в середине 1990-х годов Tiamat изменила стиль в основном по воле Эдлунда — музыка полностью ушла от дэт-метала. Так, в альбоме Wildhoney появились психоделические композиции (The Ar, Planets и Pocket Size Sun), близкие по духу к творчеству Pink Floyd, любимой группы Юхана Эдлунда. Эксперименты с музыкальным стилем Эдлунд продолжил в следующих альбомах группы, не смутившись даже тем, что многие поклонники плохо приняли альбом A Deeper Kind of Slumber, сочтя его слишком экспериментальным, далёким от метала. О своих творческих метаморфозах сам Эдлунд говорил так:

Из десяти моих самых любимых пластинок всех времен и народов семь — альбомы Pink Floyd. Я очень, очень, очень большой фэн Pink Floyd. Я просто фанатик! Для меня это почти что религия. Pink Floyd — мой абсолютный фаворит и первая группа, которую я услышал и в музыку которых врубился. Но что такое истинная психоделия, я начал осознавать не так давно. Я понял, что без наркотиков достичь такого результата просто невозможно. Нет, я не наркоман и тем более никакой не проповедник, я не хочу говорить, хорошо это или плохо — просто я имел некоторый опыт с этими вещами и отражаю их в своей музыке и в текстах. У меня очень много песен о наркотиках, но группа Tiamat тем не менее не пропагандирует это, ни в коем случае! Более того, я думаю, что после пары таких текстов у человека должны возникнуть совершенно противоположные чувства.

## Вне Tiamat
Юхан Эдлунд сделал несколько ремиксов на композиции немецкой группы Rammstein, в том числе для её сингла Stripped. Как приглашённый вокалист он участвовал в голландском прогрессивно-металическом проекте Ayreon.
В 2000 году Эдлунд создал группу Lucyfire, в которой он участвует параллельно с Tiamat. По словам Юхана, эта группа нужна для его музыкальных экспериментов, не вписывающихся в формат его первой группы. В 2001 году группа выпустила свой единственный альбом This Dollar Saved My Life At Whitehorse с незамысловатым ро́ковым звучанием и словами, затрагивающими известные темы вина, женщин и песен. Альбом символизирует типичную рок-н-ролльную мечту, что Эдлунд счёл несовместимым с образом Tiamat.